# Heinz Hildebrandt
Karl Heinz Günther Hildebrandt (ur. 13 lutego 1943 w Kownie) – duński piłkarz występujący na pozycji bramkarza. Trener piłkarski.

## Kariera klubowa
Hildebrandt treningi rozpoczął w Hedensted IF. W 1958 roku dołączył do juniorów Vejle BK, a w 1961 roku został włączony do jego pierwszej drużyny, grającej w pierwszej lidze. W sezonie 1965 wywalczył z zespołem wicemistrzostwo Danii. W 1968 roku odszedł do innego pierwszoligowca, Hvidovre IF. W jego barwach w sezonie 1971 został wicemistrzem Danii. w 1973 roku przeniósł się do trzecioligowego Glostrup IC, gdzie w 1974 roku zakończył karierę.

## Kariera reprezentacyjna
W reprezentacji Danii Hildebrandt zadebiutował 19 maja 1970 w przegranym 0:2 towarzyskim meczu z Polską. W 1972 roku został powołany do kadry na Letnie Igrzyska Olimpijskie, zakończone przez Danię na drugiej rundzie. W latach 1970-1972 w drużynie narodowej rozegrał 3 spotkania.